# Komarówka (rejon tarnopolski)
Komarówka (ukr. Комарівка, Komariwka) – wieś na Ukrainie w rejonie tarnopolskim należącym do obwodu tarnopolskiego.

## Położenie
W XIX w. wieś położona 1,5 mili od Brzeżan i 1 milę austriacką od Kozowy.
Do 2020 w rejonie brzeżańskim.